# Гопатха-брахмана
Гопатха-брахмана (санскр. गोपथ ब्राह्मण, IAST: Gopatha Brāhmaṇa) — это единственная брахмана, относящаяся к «Атхварва-веде». Её текст связан с различными редакциями данной Веды — и Шаунака, и Пайппалада. Эта брахмана и ещё короткая брахмана «Сама-веды» — самые поздние тексты в жанре брахман. Текст разделён на две части: пурва-бхага (или пурва-брахмана), содержащая пять прапатхак, и уттара-бхага (или уттара-брахмана), состоящая из шести прапатхак. Каждая прапатхака делится на кандики. В пурва-бхаге их число достигает 135, а в уттара-бхаге равняется 123.
Первое издание «Гопатхи-брахманы» было осуществлено Раджендралалом Митрой и Харачандрой Видьябхушаном в 1872 году под знаком Азиатского общества Калькутты в составе серии Bibliotheca Indica. В этом издании содержалось много опечаток. Следующее, такого же качества, издание было выпущено в 1891 году. Датский учёный Д. Гаастра выпустил критическое издание с обширным введением на немецком языке в Лейдене в 1919 году. Это издание базировалось на шести манускриптах. В 1924 году пандит Кшемкарандас Триведи опубликовал издание с переводом на хинди и санскритским комментарием. Второе издание этой книги вышло в 1977 году. В 1980 году Виджаяпалом Видьяваридхи было опубликовано ещё одно издание текста «Гопатхи-брахманы».